# Iluminacja (film)
Iluminacja – polski fabularno-dokumentalny esej filmowy z 1973 roku w reżyserii Krzysztofa Zanussiego, nakręcony na podstawie autorskiego scenariusza. Film wyprodukował Zespół Filmowy „Tor”. Bohaterem Iluminacji jest intelektualista Franciszek Retman (Stanisław Latałło), który poszukuje prawdy o życiu i śmierci – najpierw w nauce, następnie w religii. Film, w ramach eksperymentu formalnego, łączy fragmenty fabularne z wypowiedziami autentycznych intelektualistów (m.in. Władysława Tatarkiewicza) oraz materiałami naukowymi.
Iluminacja została entuzjastycznie przyjęta przez środowisko polskiej inteligencji i była porównywana do dzieł francuskiej Nowej Fali. Krytycy toczyli debaty nad interpretacją finału – czy Retman rzeczywiście osiąga stan iluminacji, czy pozostaje w duchowym poszukiwaniu. Doceniano brawurową formę wykonania i poruszoną w nietuzinkowy sposób problematykę konfliktu między wiarą a nauką. Dzieło Zanussiego zdobyło Złotego Lamparta na Międzynarodowym Festiwalu Filmowym w Locarno, zwyciężyło również na Festiwalu „Młodzi i Film” w Koszalinie, a na Festiwalu Polskich Filmów Fabularnych reżyser otrzymał Nagrodę Specjalną Jury.

## Opis fabuły
Film poprzedza wypowiedź filozofa Władysława Tatarkiewicza, który wyjaśnia pochodzenie słowa „iluminacja” jako stanu oświecenia, w którym „umysł bezpośrednio widzi prawdę, jak oczy widzą realny świat […]. Aby osiągnąć ten stan, potrzeba tylko czystości serca. Ta czystość serca jest ważniejsza od działania umysłu”.
Akcja Iluminacji rozgrywa się w latach 1961–1969. Bohaterem filmu jest Franciszek Retman, młody intelektualista z Pułtuska. Pierwsze kadry fabularyzowanej części filmu ukazują głównego bohatera podczas rutynowych pomiarów wzrostu i wagi ciała oraz badania jego zdolności intelektualnych. Po maturze Franciszek nie jest pewien, co studiować; ostatecznie zdaje egzaminy wstępne na fizykę na Uniwersytecie Warszawskim. Na studiach bierze udział w zażartych debatach studenckich o znaczeniu fizyki jako nauki. Podczas studiów poznaje absolwentkę historii sztuki, Agnieszkę, z którą wdaje się w przelotny romans. Podczas późniejszego przyjęcia w zamożnej willi Franciszek dostrzega, że jej dawny przyjaciel bije ją po twarzy. Wdaje się z nim w bójkę, po czym dostaje cios w żołądek. Agnieszka wyrzuca Retmana z pokoju.
Odrzucony przez Agnieszkę, Franciszek na wakacje wyjeżdża w Tatry, gdzie mocno przeżywa śmierć swojego przyjaciela, taternika. Następnie przychodzi pora na wybór specjalizacji. Franciszek nie wie, jaką specjalizację zgłębić. Romansuje tym razem z nieśmiałą Małgosią; na obowiązkowej służbie wojskowej dowiaduje się, że Małgosia jest w ciąży, po czym zawiera z nią ślub cywilny. Rodzi się syn; stypendium studenckie nie pozwala mu utrzymać rodziny, toteż Franciszek bierze urlop dziekański i rozpoczyna pracę w wytwórni sprzętu medycznego. Później przenosi się do kliniki psychiatrycznej, gdzie poddaje się płatnym badaniom snów. Z czasem spotyka Agnieszkę, która daje mu radę: „Nie powinniśmy się tak bardzo przejmować sobą. Naprawdę nie jesteśmy tacy ważni, jak się nam samym wydaje”. 
Po traumatycznym dla niego widoku osób cierpiących na schizofrenię Retman wsiada do szoferki żuka. Od kierowcy słyszy: „jak się tak czasem zastanawiam, to czy Hitler nie miał racji w tej sprawie”. Oburzony Franciszek po ostrej wymianie zdań wysiada z pojazdu. Coraz częściej przebywa wśród chorych, zastanawiając się nad biologizmem człowieka. Rozczarowany niemożnością zgłębienia tajemnicy śmierci człowieka przez nauki ścisłe, Franciszek poszukuje prawdy w klasztorze kamedułów. Uczestniczy w ich obrzędach, patrzy, jak się modlą. Ostatecznie Franciszek wraca do Warszawy, kończy przerwane studia i zostaje asystentem. Otwiera przewód doktorski w marcu 1968 roku, jednakże wówczas daje o sobie znać nadwyrężone serce. Znajomy kardiolog mówi mu: „już nie będzie coraz lepiej. Zaczęła się jazda w dół…” Ukończywszy 30 lat, Franciszek wciąż się zastanawia, czy jego wybór był słuszny. Finalna scena Iluminacji ukazuje półnagiego Franciszka wznoszącego ręce na nadrzecznej plaży.

## Obsada

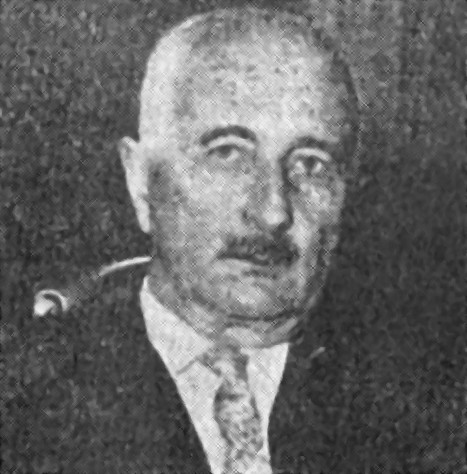
Fotografia filozofa Władysława Tatarkiewicza ok. 1960, którego monolog na temat iluminacji rozpoczyna akcję filmu

- Stanisław Latałło – Franciszek Retman
- Monika Dzienisiewicz-Olbrychska – Agnieszka
- Małgorzata Pritulak – Małgorzata
- Edward Żebrowski – lekarz
- Jan Skotnicki – chory
- Włodzimierz Zonn – dziekan
- Bogdan Mielnik – w roli samego siebie
- Władysław Marek Turski – w roli samego siebie
- Włodzimierz Zawadzki – asystent
- Joanna Żółkowska – dziewczyna ze snu
- Łukasz Turski – członek komisji egzaminacyjnej
- Agnieszka Holland – członkini komisji egzaminacyjnej
- Władysław Tatarkiewicz – w roli samego siebie
- Iwo Białynicki-Birula – w roli samego siebie[25][1]

## Produkcja

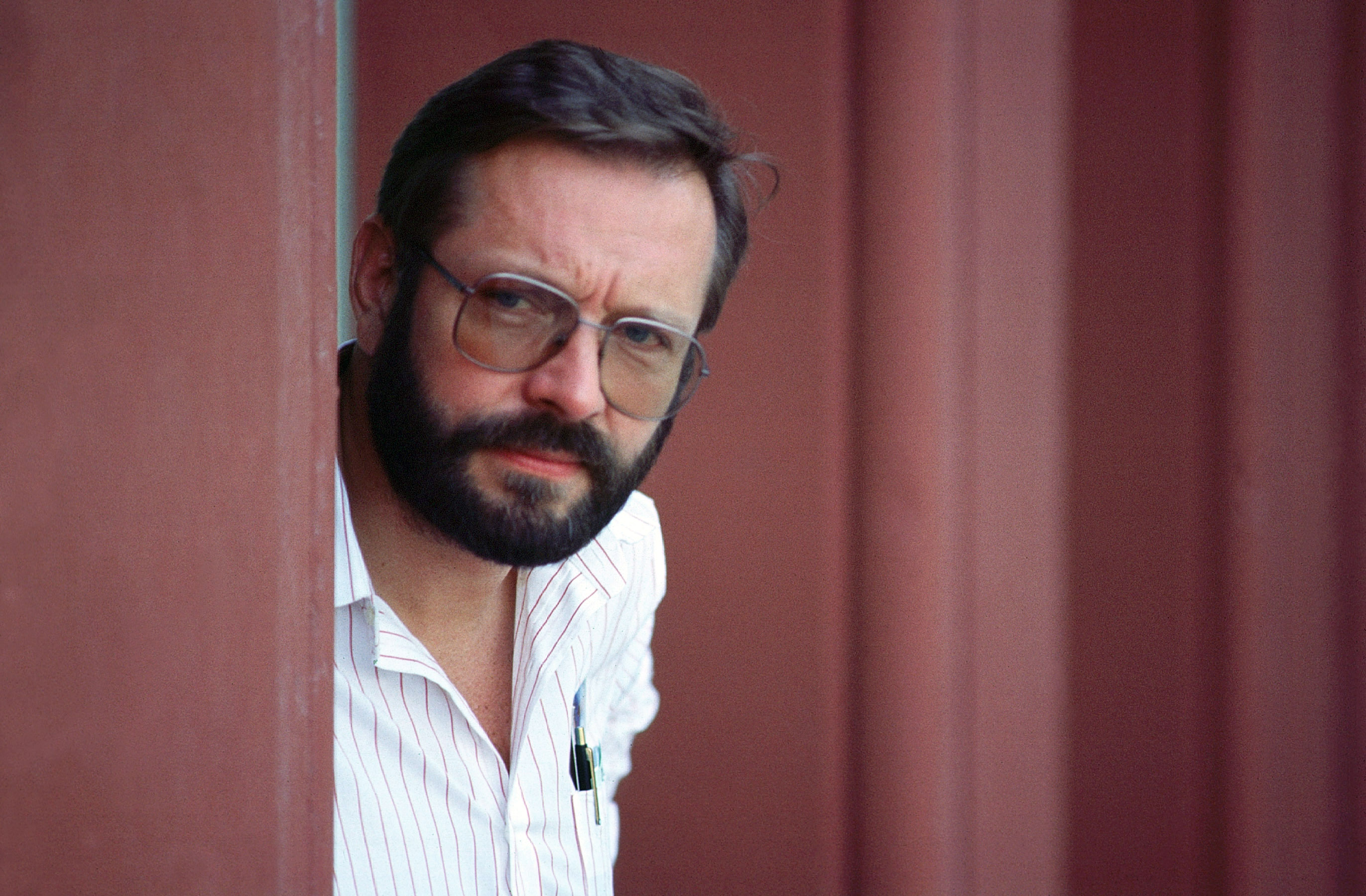
Krzysztof Zanussi, reżyser filmu, w 1984 roku

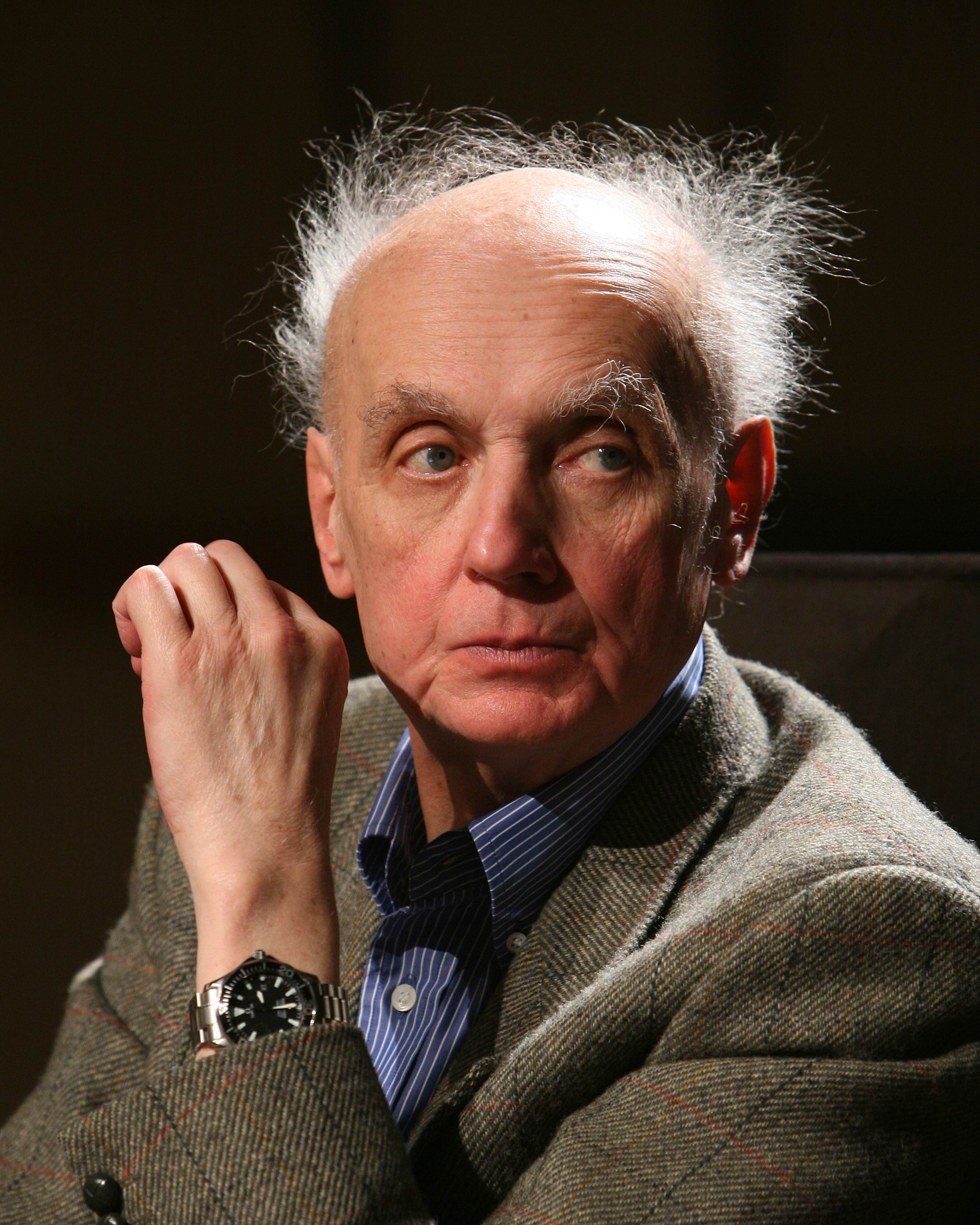
Wojciech Kilar, kompozytor muzyki do filmu (2006)

Po sukcesie Życia rodzinnego Krzysztof Zanussi zapragnął wrócić do eksperymentów formalnych zastosowanych w Strukturze kryształu. Myślał wówczas o stworzeniu „filmu z pogranicza gatunków: fabuły, filmu dokumentalnego i eseju, poświęconego rozważaniom o pewnych problemach światopoglądowych, które stawia przed dzisiejszym człowiekiem nauka”. Temat przyszłego filmu podsunęli mu widzowie w trakcie dyskusji poświęconej Strukturze kryształu. Reżyser, stając przed postawionym sobie wyzwaniem, miał świadomość ryzyka niepowodzenia projektu. O samym tytule filmu Zanussi wypowiadał się następująco:
Używając w tytule słowa „iluminacja”, chcę podkreślić, że wysiłki umysłu nie są warunkiem wystarczającym dla osiągnięcia oświecenia. Człowiek musi przebyć wiele chorób i doświadczeń, aby przybliżyć się do prawdy, sama wiedza mu nie wystarcza. Doświadczenia życia są tak samo jedną z postaci prawdy, jak nauka i jej poszukiwania.
W tym sensie Zanussi wywiódł pojęcie „iluminacji” od Tomasza z Akwinu, który podkreślał, że na wewnętrzne oświecenie człowieka musi się składać zarówno empiryzm, jak i racjonalizm; wcześniejsza definicja iluminacji wywiedziona od Augustyna z Hippony (o możliwości wewnętrznego poznania Boga) jest cytowana na początku filmu tylko w kontekście ironicznym. O ile fabularne zdarzenia w Iluminacji koncentrują się na losach fikcyjnej postaci Franciszka Retmana (odgrywanego przez Stanisława Latałłę), o tyle większą uwagę Zanussi przywiązywał do części dokumentalnej, na którą składała się na ekranie obecność między innymi profesorów Władysława Tatarkiewicza oraz Iwa Białynickiego-Biruli. Jak twierdził Zanussi: „Korzystałem ze współpracy ludzi spoza środowiska aktorskiego, aby zachować wspólny mianownik warstwy inscenizowanej i dokumentalnej”. Do każdego ważnego wydarzenia w życiu bohatera dopisane zostały naukowe interpretacje – zdjęcia, dokumenty, schematy, rysunki, wykłady oświatowe tudzież fragmenty filmów naukowych, a także dyskusje naukowe. Zdjęcia do filmu Zanussiego zrealizował Edward Kłosiński, używając do tego celu na przemian klasycznej kamery 35 mm oraz lekkiej kamery 16 mm, tak aby film jak najbardziej przypominał reportaż. Muzykę do Iluminacji napisał Wojciech Kilar, w szczególnych dla postaci Retmana momentach używając sygnałów dźwiękowych w postaci fletu, śpiewu chóralnego, skrzypiec oraz fortepianu, które miały szczególnie poruszyć widza. Drugim reżyserem był Piotr Wojciechowski.

## Odbiór

### Recenzje krytyków
Iluminacja spotkała się z entuzjastycznym przyjęciem ze strony polskiej inteligencji, stając się dla niej filmem kultowym. Jak pisał po latach ksiądz Andrzej Luter, film Zanussiego na tle ideologii obowiązującej wówczas w polskiej kinematografii był ewenementem:
Na zewnątrz wiadoma ideologia, zakłamanie, wszystko zgodne z linią partii i oto wchodzę na prawie pustą salę tego komunistycznego kina [Robotnik] i oczom nie wierzę. Olśnienie, na ekranie obraz antymaterialistyczny, metafizyczny, transcendentny wręcz, z elementami onirycznymi, zrealizowany w formie eseju [...]. Doskonale pamiętam, że oglądając w tym marnym kinie Robotnik dzieło Zanussiego, widziałem odwzorowanie moich ówczesnych wyborów i poszukiwań [...]. Postać Franciszka stała się dla mnie najważniejszą figurą artystyczną tamtego czasu, przez którą patrzyłem na własne życie.
Zdaniem Ryszarda Ciarki „Iluminacja jest filmem dziwnym, który z jednej strony, zdawałoby się, sugeruje proste do odgadnięcia przesłanie [...], z drugiej zaś strony pozostawia do dziś wiele pytań i frapuje swoją niezwykłością”. Jerzy Uszyński twierdził, że w Iluminacji ukazana została „swoista nieprzystawalność refleksji do materii życia”, a Zanussi „odsłonił niewydolność współczesnej kultury” w obliczu pytań ostatecznych. Sławomir Bobowski uznał film Zanussiego za „niezwykły [...] ekranowy esej, który pozostaje jednak utworem fabularnym o młodym polskim Fauście szukającym wiedzy absolutnej”. Robert Birkholc zauważył, że „poruszając tak fundamentalne kwestie Zanussi mógł łatwo popaść w patos, ale lekko ironiczna forma eseju oraz bezpretensjonalna kreacja Stanisława Latałły chronią film przed intelektualnym banałem”. Miłosz Stelmach opisywał Iluminację jako wzorcowy przykład eseju filmowego, w którym „destabilizacja fikcyjnego świata przejawia się [...] w autotematycznych zabiegach, eliptycznej narracji czy poluzowaniu przyczynowo–skutkowych więzów”, ale również w eksponowaniu autorskiej wypowiedzi. Jakub Majmurek, analizując konflikt nauki i wiary w Iluminacji, twierdził, że u Zanussiego „pewność, jakiej szuka nowoczesny podmiot (w akcie zawierzenia religijnemu dogmatowi lub metodzie naukowej) zawsze zawiera w sobie swoje własne przeciwieństwo”.
Również poza Polską Iluminacja wywołała szeroki oddźwięk. Ben Sachs na łamach pisma „Chicago Reader” porównał film Zanussiego do prac Jean-Luca Godarda, a nagłe cięcia montażowe w Iluminacji – do „przedzierania się przez stos artykułów naukowych”. Zdaniem czasopisma „Time Out” nagłe cięcia montażowe oraz „autotematyczne zabiegi są miejscami irytujące, lecz częściej wystarczająco prowokują do uważności”. Bardziej sceptyczny wobec Iluminacji był Dan Sullivan z „Film Comment”, nazywając technikę Zanussiego „gwałtownym montażem melodramatycznych teledysków”, a przesłanie samego filmu – „równie śliskim jak wiedza, za którą podąża główny bohater”. Vincent Canby z „The New York Timesa”, traktując film jako „komedię”, wyraził opinię, iż Iluminacja z upływem czasu seansu staje się „coraz bardziej banalna” i okazuje się „jałowym żartem z augustiańskiej doktryny”.

### Iluminacja głównego bohatera
Krytycy i filmoznawcy debatowali nad tym, czy w finale filmu Retman osiąga stan iluminacji. Odpowiedź Zanussiego i znacznej części krytyków była negatywna. Łukasz Plesnar i Paul Coates twierdzili, że bohater nie osiągnął swego celu; Jacek Fuksiewicz z kolei uznawał, że Franciszek doznał iluminacji, ale nie dzięki nabytej wiedzy, lecz doświadczeniom życiowym. Czeska krytyczka Blažena Urgošíková uznawała, że bohater poniósł w swych dążeniach klęskę, a jego spokój pod koniec filmu wynika z dojrzałego zaakceptowania porażki. Zdaniem Coatesa film sugeruje jednak, że iluminacja jest możliwa, choć trudno osiągalna; ptak lecący nad głową Franciszka miałby symbolizować tak poszukiwanego przezeń ducha. Tomasz Kłys zajął kompromisową postawę, twierdząc, iż choć nie jest wskazany konkretny moment przełomu w życiu bohatera, to sama idea iluminacji jest „udziałem i postaci, i – na płaszczyźnie niediegetycznej – poruszonego widza”.

### Powinowactwa z Nową Falą
Iluminacja była często porównywana do dzieł francuskiej Nowej Fali. Mariola Marczak w swej monografii Zanussiego wskazała ewidentnie użyte przez reżysera środki stylistyczne, które pojawiały się w utworach francuskich reżyserów „nowofalowych”: „osobisty, a nawet autobiograficzny charakter filmu, autentyzm scenerii, stuprocentowy zapis dźwięku, ruchliwa kamera, łączenie zdjęć rejestrowanych kamerą 35 mm wykorzystywaną do realizacji filmów fabularnych, ze zdjęciami realizowanymi kamerą 16 mm, używaną przez dokumentalistów”. Marczak jednak wskazywała istotną różnicę między Zanussim a reżyserami Nowej Fali. Mianowicie Zanussi sprzeciwiał się „programowemu elitaryzmowi” francuskiego nurtu, choć dzielił z nim „sceptycyzm wobec estetycznych tradycji oraz poczucie odrębności”.

## Nagrody i festiwale
| Rok  | Festiwal/instytucja                               | Nagroda                                                 | Źródło |
| ---- | ------------------------------------------------- | ------------------------------------------------------- | ------ |
| 1973 | Międzynarodowy Festiwal Filmowy w Locarno         | Grand Prix „Złoty Lampart”                              | [ 48 ] |
| 1973 | Międzynarodowy Festiwal Filmowy w Locarno         | Nagroda FIPRESCI                                        | [ 49 ] |
| 1973 | Międzynarodowy Festiwal Filmowy w Locarno         | Nagroda Jury Ekumenicznego                              | [ 50 ] |
| 1973 | Międzynarodowy Festiwal Filmowy w Rawennie        | Grand Prix                                              | [ 1 ]  |
| 1973 | Międzynarodowy Festiwal Filmowy w Mannheim        | Wyróżnienie                                             | [ 1 ]  |
| 1973 | Stowarzyszenie „Pax”                              | Nagroda im. Włodzimierza Pietrzaka                      | [ 51 ] |
| 1973 | Festiwal „Młodzi i Film” w Koszalinie             | Grand Prix „Wielki Jantar”                              | [ 52 ] |
| 1974 | Lubuskie Lato Filmowe                             | Nagroda Koordynacyjnej Rady Artystycznej Kin Studyjnych | [ 1 ]  |
| 1974 | Lubuskie Lato Filmowe                             | Syrenka Warszawska                                      | [ 1 ]  |
| 1974 | Festiwal Polskich Filmów Fabularnych              | Nagroda Specjalna Jury                                  | [ 53 ] |
| 1975 | Międzynarodowy Festiwal Filmowy w Figueira da Foz | Złoty Medal                                             | [ 1 ]  |
| 1976 | Lubuskie Lato Filmowe                             | Złote Grono                                             | [ 1 ]  |

Martin Scorsese uznał Iluminację za jedno z arcydzieł polskiej kinematografii i w 2014 roku wytypował ją do prezentacji w Stanach Zjednoczonych oraz Kanadzie w ramach festiwalu polskich filmów Martin Scorsese Presents: Masterpieces of Polish Cinema.

## Nawiązania
Zanussi kontynuował motyw duchowych poszukiwań wiary przez naukowca w filmie Imperatyw (1982). Bohater Imperatywu, matematyk Augustyn – imię stanowi odwołanie do św. Augustyna – przyjaźni się z prawosławnym profesorem teologii, zadręczając się pytaniami o Boga.